# Одаи (Окнянский район)
Одаи (укр. Одаї) — село, относится к Подольскому району Одесской области Украины.
Население по переписи 2001 года составляло 40 человек. Почтовый индекс — 67930. Телефонный код — 4861. Занимает площадь 0,9 км². Код КОАТУУ — 5123181305.

## История
В 1945 г. Указом ПВС УССР поселок Тисколунгские Одаи переименован в Одаи.

## Местный совет
67930, Одесская обл., Подольский р-н, с. Должанка